# Procephalothrix orientalis
Procephalothrix orientalis är en djurart som tillhör fylumet slemmaskar, och som beskrevs av Gibson 1990. Procephalothrix orientalis ingår i släktet Procephalothrix och familjen Cephalothricidae. Inga underarter finns listade i Catalogue of Life.